# Вестминстер (Колорадо)
Вестминстер (енгл. Westminster) град је у америчкој савезној држави Колорадо.

## Демографија
По попису из 2010. године број становника је 106.114, што је 5.174 (5,1%) становника више него 2000. године.
|                   | 2010.            | 2000.            |
| Укупно            | 106 114 (100,0%) | 100 940 (100,0%) |
| Белци             | 74 447 (70,16%)  | 76 637 (75,92%)  |
| Хиспаноамериканци | 22 006 (20,74%)  | 15 369 (15,23%)  |
| Азијати           | 5 746 (5,415%)   | 5 534 (5,482%)   |
| Остали            | 2 410 (2,271%)   | 2 163 (2,143%)   |
| Афроамериканци    | 1 505 (1,418%)   | 1 237 (1,225%)   |